# Lepiota brunneoincarnata
Lépiote brun-rose
Espèce
Lepiota brunneoincarnata, la Lépiote brun-rose, est une espèce de champignons du genre Lepiota et de la famille des Agaricaceae. 
Il s'agit d'une petite Lépiote au chapeau rose crème orné de squamules brun rosâtre à brun vineux. Ses lamelles libres sont blanches. Son pied est blanc en haut et rosâtre couvert d'écailles brunes en bas, un anneau membraneux délimitant les deux zones. Son odeur agréable est légèrement aromatique alors que son goût est insipide. La Lépiote brun-rose est commune en Europe et en Asie tempérée. 
Cette espèce toxique contient des amatoxines et sa consommation peut être mortelle, comme ce fut le cas en Espagne en 2002 pour un homme de 61 ans et en Tunisie en 2010 pour 4 enfants de moins de 10 ans.